# 費爾維尤 (喬治亞州查圖加縣)
費爾維尤（英語：Fairview）是位於美國喬治亞州查圖加縣的一個鬼鎮。由於此地已於20世紀被荒廢，本地已無人居住。

## 地理
費爾維尤的座標為34°29′09″N 85°26′10″W / 34.48583°N 85.43611°W，而該地的平均海拔高度為252米（即827英尺）。